# Гладомес
Гладомес (словен. Gladomes) је насељено место у општини Словенска Бистрица, Подравска регија, Словенија.

## Историја
До територијалне реорганизације у Словенији био је у саставу старе општине Словенска Бистрица.

## Становништво
У попису становништва из 2011. године, Гладомес је имао 397 становника.
| Број становника према пописима | Број становника према пописима | Број становника према пописима |
| ------------------------------ | ------------------------------ | ------------------------------ |
| 1991                           | 2002                           | 2011                           |
| 298                            | 360                            | 397                            |

Напомена: Године 2000. увећано за део насеља Фошт. Године 2017. извршена је мала размена територија између насеља Окошка Гора и Уговец (Оплотница) и Винарје, Гладомес и Фошт (Словенска Бистрица).